# Быков, Андрей Вячеславович
Андрей Вячеславович Быков (Andrei Bykov; род. 10 февраля 1988, Москва) — швейцарский хоккеист, нападающий.

## Биография
Родился в 1988 году в Москве в семье советского хоккеиста Вячеслава Быкова. Через два года отец уехал играть в швейцарский клуб «Фрибур-Готтерон». Воспитанник этого клуба (заниматься хоккеем начал лет в девять-десять), Андрей Быков стал выступать за него с сезона 2005/06.
На первом драфте КХЛ 2009 года был выбран под 16 номером клубом «Динамо» Москва. В июле клуб предложил ему пятилетний контракт, а в октябре обменял права на него в «Салават Юлаев».
Бронзовый призёр хоккейного турнира зимнего европейского юношеского Олимпийского фестиваля 2005 года в составе сборной России. В составе сборной Швейцарии U18 стал победителем чемпионата мира 2006 года в I дивизионе. Участник молодёжных чемпионатов мира 2007 и 2008 годов. В первой половине 2010-х годов играл за сборную Швейцарии.